# Bolszoje Szumakowo (obwód kurski)
Bolszoje Szumakowo (ros. Большое Шумаково) – wieś (ros. деревня, trb. dieriewnia) w zachodniej Rosji, centrum administracyjne sielsowietu szumakowskiego w rejonie kurskim (obwód kurski).

## Geografia
Miejscowość położona jest nad rzeką Młodać (lewy dopływ Sejmu), 14 km na południowy wschód od centrum administracyjnego rejonu (Kursk), 9 km od trasy europejskiej E38 (Ukraina – Rosja – Kazachstan).
We wsi znajduje się 239 posesji.
Klimat
Miejscowość, jak i cały rejon, znajduje się w strefie klimatu kontynentalnego z łagodnym ciepłym latem i równomiernie rozłożonymi opadami rocznymi (Dfb w klasyfikacji klimatów Köppena).
|                            | Sty  | Lut  | Mar | Kwi  | Maj  | Cze  | Lip  | Sie  | Wrz  | Paź  | Lis  | Gru  |
| -------------------------- | ---- | ---- | --- | ---- | ---- | ---- | ---- | ---- | ---- | ---- | ---- | ---- |
| Najwyższe temperatury (°C) | -4,1 | -3,2 | 2,8 | 13,1 | 19,5 | 22,8 | 25,4 | 24,8 | 18,3 | 10,6 | 3,3  | -1,2 |
| Najniższe temperatury (°C) | -8,8 | -8,9 | -5  | 2,7  | 9,1  | 13   | 15,9 | 14,9 | 9,7  | 3,9  | -1,3 | -5,4 |
| Opady (mm)                 | 51   | 44   | 46  | 50   | 60   | 69   | 72   | 55   | 60   | 59   | 46   | 49   |
| Ilość dni z opadami        | 8    | 8    | 8   | 7    | 8    | 8    | 9    | 6    | 7    | 7    | 7    | 9    |

## Demografia
W 2010 r. wieś zamieszkiwało 785 osób.